# Франциск на Острозі Заславський
Франциск на Острозі Заславський (*160[6] — †21 грудня 1621) — князь, 1-й острозький ординат (1620–1621).

## Життєпис
Походив з українського князівського роду Заславських. Старший син Олександра Заславського та Евфрузини Острозької. З 1617 року мешкав в Острозі, де виховувався дідом Янушем Острозьким. У 1618 році за заповітом вуйни (сестрі матері) Елеонори Радзивілл отримав 1 тис. золотих. 
Після смерті діда Януша Острозького у 1620 році став на чолі Острозької ординації. Втім оскільки віком не відповідав статуту ординації (міг право розпоряджатися у 24 роки), то у травні 1621 року призначено опікунів: Марціна Шишковського, краківського єпископа, Богуслава Радошевського, київського єпископа, Януша Заславського, волинського воєводу, Рафала Лещинського, белзького воєводу, Миколая Фірлея, войницького каштеляна, Валентина Чермінського, кшмеського старосту, Мельхіора Міхаловського, люблінського войського.
Загинув у підлітковому віці, випавши з вікна недобудованої кімнати Заславського замку на католицьке свято святого апостола Фоми (21 грудня).

## Родинні зв'язки
| Сузанна Середі | Сузанна Середі | Сузанна Середі | Сузанна Середі | Сузанна Середі | Сузанна Середі |                              |                              |                              |                              |                              |                              | Януш Васильович Острозький | Януш Васильович Острозький | Януш Васильович Острозький | Януш Васильович Острозький | Януш Васильович Острозький      | Януш Васильович Острозький |  |  | Олександра Романівна Санґушківна | Олександра Романівна Санґушківна | Олександра Романівна Санґушківна | Олександра Романівна Санґушківна | Олександра Романівна Санґушківна | Олександра Романівна Санґушківна |                                |                                |                                |                                |                                |                                | Януш Янушович Заславський | Януш Янушович Заславський | Януш Янушович Заславський | Януш Янушович Заславський | Януш Янушович Заславський | Януш Янушович Заславський |  |  |
| Сузанна Середі | Сузанна Середі | Сузанна Середі | Сузанна Середі | Сузанна Середі | Сузанна Середі |                              |                              |                              |                              |                              |                              | Януш Васильович Острозький | Януш Васильович Острозький | Януш Васильович Острозький | Януш Васильович Острозький | Януш Васильович Острозький      | Януш Васильович Острозький |  |  | Олександра Романівна Санґушківна | Олександра Романівна Санґушківна | Олександра Романівна Санґушківна | Олександра Романівна Санґушківна | Олександра Романівна Санґушківна | Олександра Романівна Санґушківна |                                |                                |                                |                                |                                |                                | Януш Янушович Заславський | Януш Янушович Заславський | Януш Янушович Заславський | Януш Янушович Заславський | Януш Янушович Заславський | Януш Янушович Заславський |  |  |
|                |                |                |                |                |                |                              |                              |                              |                              |                              |                              |                            |                            |                            |                            |                                 |                            |  |  |                                  |                                  |                                  |                                  |                                  |                                  |                                |                                |                                |                                |                                |                                |                           |                           |                           |                           |                           |                           |  |  |
|                |                |                |                |                |                | Евфрузина Янушівна Острозька | Евфрузина Янушівна Острозька | Евфрузина Янушівна Острозька | Евфрузина Янушівна Острозька | Евфрузина Янушівна Острозька | Евфрузина Янушівна Острозька |                            |                            |                            |                            |                                 |                            |  |  |                                  |                                  |                                  |                                  |                                  |                                  | Олександр Янушович Заславський | Олександр Янушович Заславський | Олександр Янушович Заславський | Олександр Янушович Заславський | Олександр Янушович Заславський | Олександр Янушович Заславський |                           |                           |                           |                           |                           |                           |  |  |
|                |                |                |                |                |                | Евфрузина Янушівна Острозька | Евфрузина Янушівна Острозька | Евфрузина Янушівна Острозька | Евфрузина Янушівна Острозька | Евфрузина Янушівна Острозька | Евфрузина Янушівна Острозька |                            |                            |                            |                            |                                 |                            |  |  |                                  |                                  |                                  |                                  |                                  |                                  | Олександр Янушович Заславський | Олександр Янушович Заславський | Олександр Янушович Заславський | Олександр Янушович Заславський | Олександр Янушович Заславський | Олександр Янушович Заславський |                           |                           |                           |                           |                           |                           |  |  |
|                |                |                |                |                |                |                              |                              |                              |                              |                              |                              |                            |                            |                            |                            |                                 |                            |  |  |                                  |                                  |                                  |                                  |                                  |                                  |                                |                                |                                |                                |                                |                                |                           |                           |                           |                           |                           |                           |  |  |
|                |                |                |                |                |                |                              |                              |                              |                              |                              |                              |                            |                            |                            |                            | Франциск на Острозі Заславський |                            |  |  |                                  |                                  |                                  |                                  |                                  |                                  |                                |                                |                                |                                |                                |                                |                           |                           |                           |                           |                           |                           |  |  |